# Kasato Maru

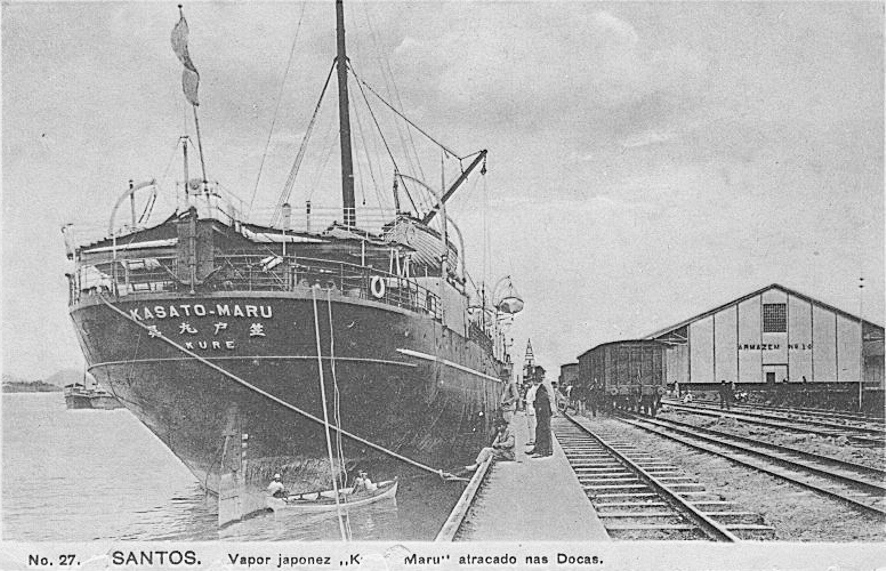
Le Kasato Maru dans le port de Santos.

Le Kasato Maru (japonais : 笠戸丸) est un navire qui a transporté en 1908 le premier groupe d'immigrants japonais au Brésil.
Le Kasato Maru est à l'origine un bâtiment russe utilisé comme navire-hôpital durant la guerre russo-japonaise.